# Awionetka

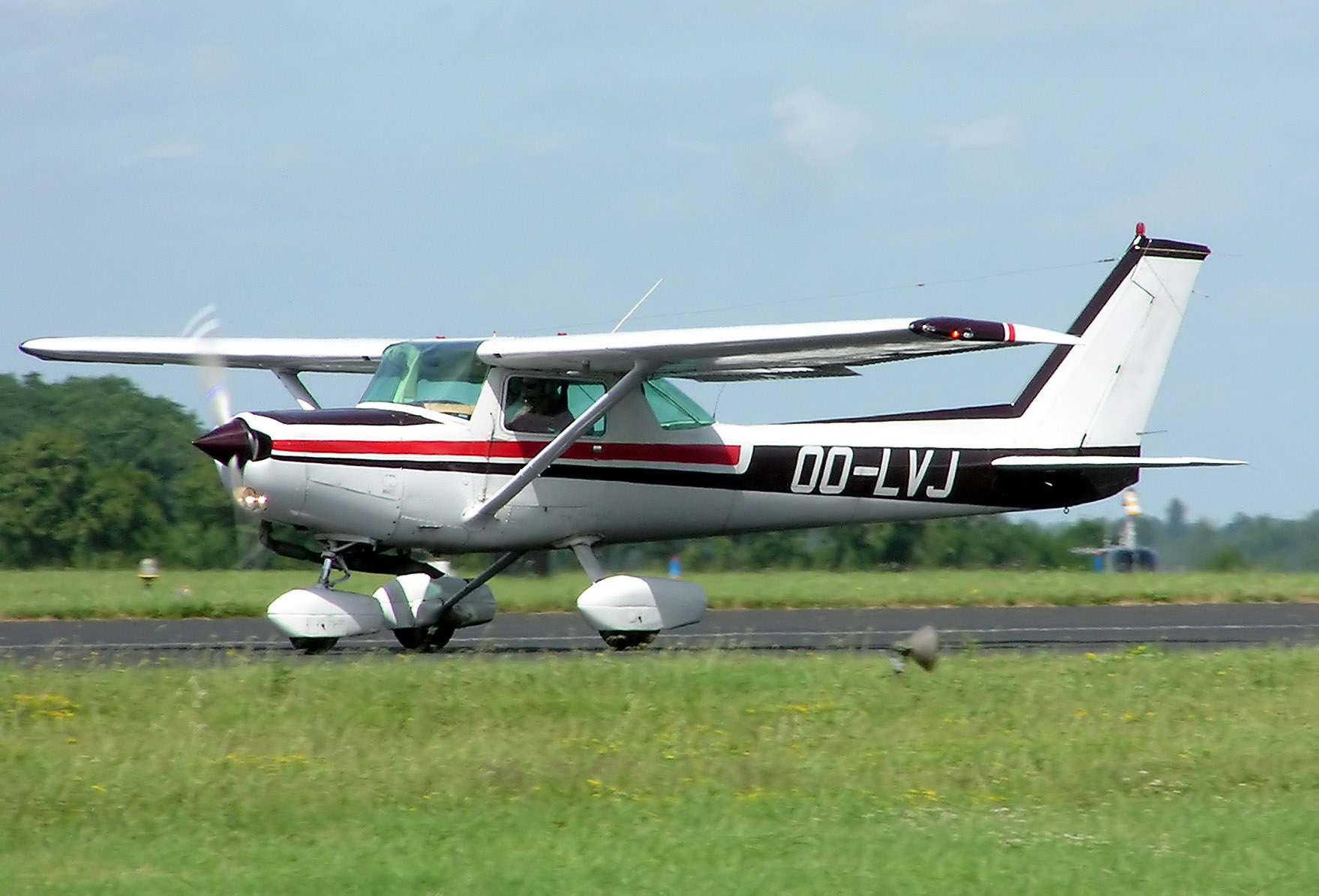
Popularny mały samolot Cessna 152

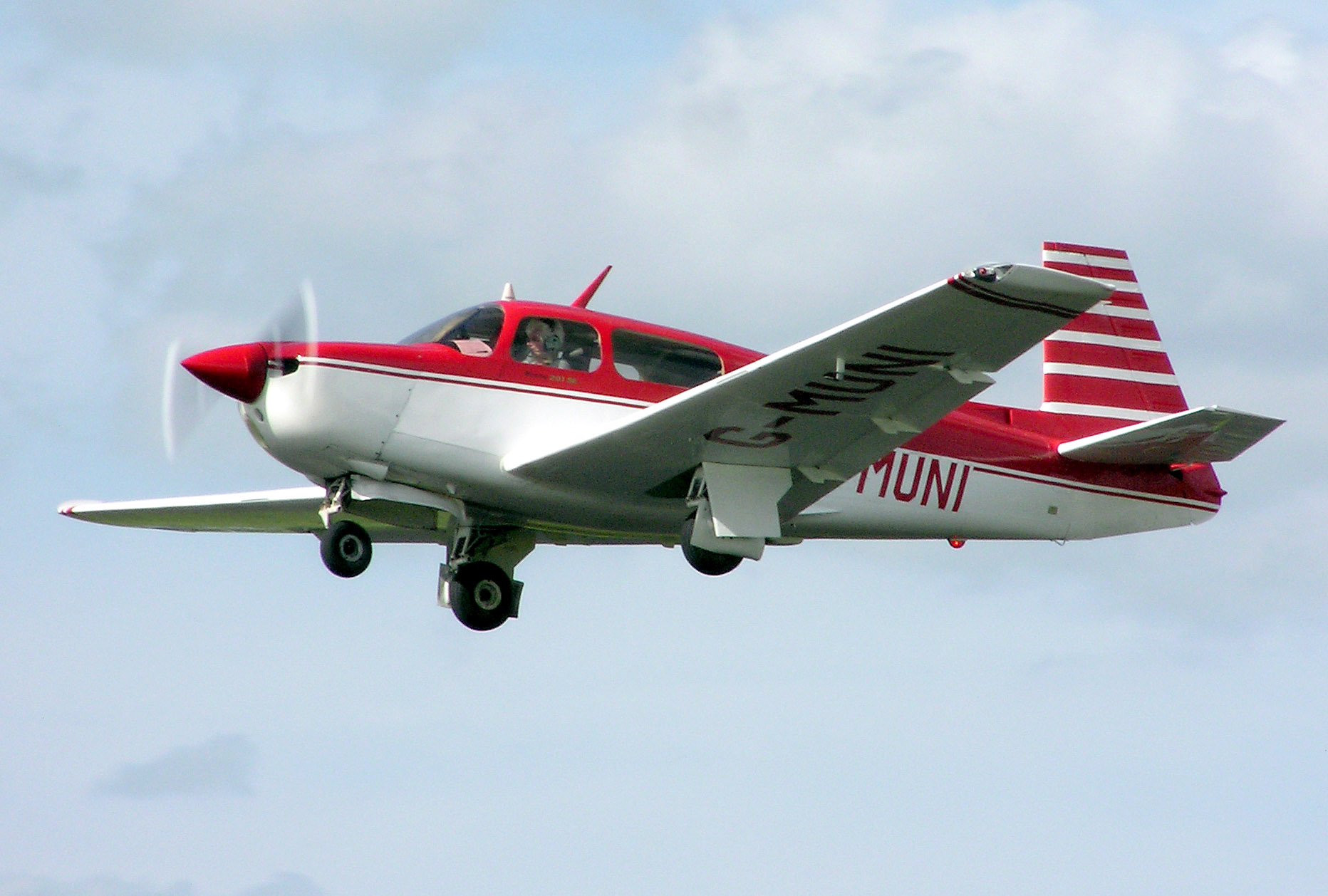
Amerykańska awionetka Mooney M20J

Awionetka – potoczne określenie małego samolotu turystycznego, sportowego lub dyspozycyjnego, stosowane obecnie na ogół przez ludzi niezwiązanych z lotnictwem, spotykane zwłaszcza w mediach. Przed II wojną światową było używane bardziej oficjalnie i powszechnie, obecnie jest już rzadsze. Termin awionetka nie ma dokładnie sprecyzowanego zakresu – nazywane są tak głównie małe 2–4 miejscowe, jednosilnikowe, rzadziej dwusilnikowe samoloty, napędzane silnikami tłokowymi o małej lub średniej mocy. Małe samoloty, odpowiadające temu określeniu, są oficjalnie klasyfikowane przez polskie prawo jako samoloty lekkie (o masie startowej nie większej niż 5700 kg) lub samoloty bardzo lekkie (o masie startowej nie większej niż 750 kg). Jednakże, termin awionetka najczęściej jest stosowany do samolotów bardzo lekkich i lekkich o masie startowej nie przekraczającej ok. 1000 kg (np. Cessna 152), rzadziej do samolotów ultralekkich, natomiast w zasadzie nie jest stosowany do większych samolotów lekkich, o masie startowej przekraczającej ok. 2300 kg (dla porównania Piper PA-34 Seneca – 2154 kg).
Samoloty te są wykorzystywane do szkolenia, latania rekreacyjnego lub turystycznego, świadczenia usług taksówki powietrznej, czy holu szybowców. 
Nazwa jest spolszczeniem francuskiego słowa avionnette (samolocik, od avion – samolot).
Samoloty nazywane awionetkami są wykorzystywane w ramach lotnictwa ogólnego (ang.: general aviation).